# 노자와 레온
노자와 레온(일본어: 野澤 零温, 2003년 7월 21일~)는 일본의 축구 선수이다.

## 구단 경력
그는 2019년까지 J3리그의 FC 도쿄 U-23에서 뛰었다. 2021년 J1리그의 FC 도쿄에 입단했다. 2022년 J3리그의 SC 사가미하라로 임대 이적했다. 2023년 FC 도쿄로 복귀했다. 2023년 8월 J3리그의 마쓰모토 야마가 FC로 임대 이적했다. 2024년 FC 도쿄로 복귀했다.